# Żyroskop laserowy

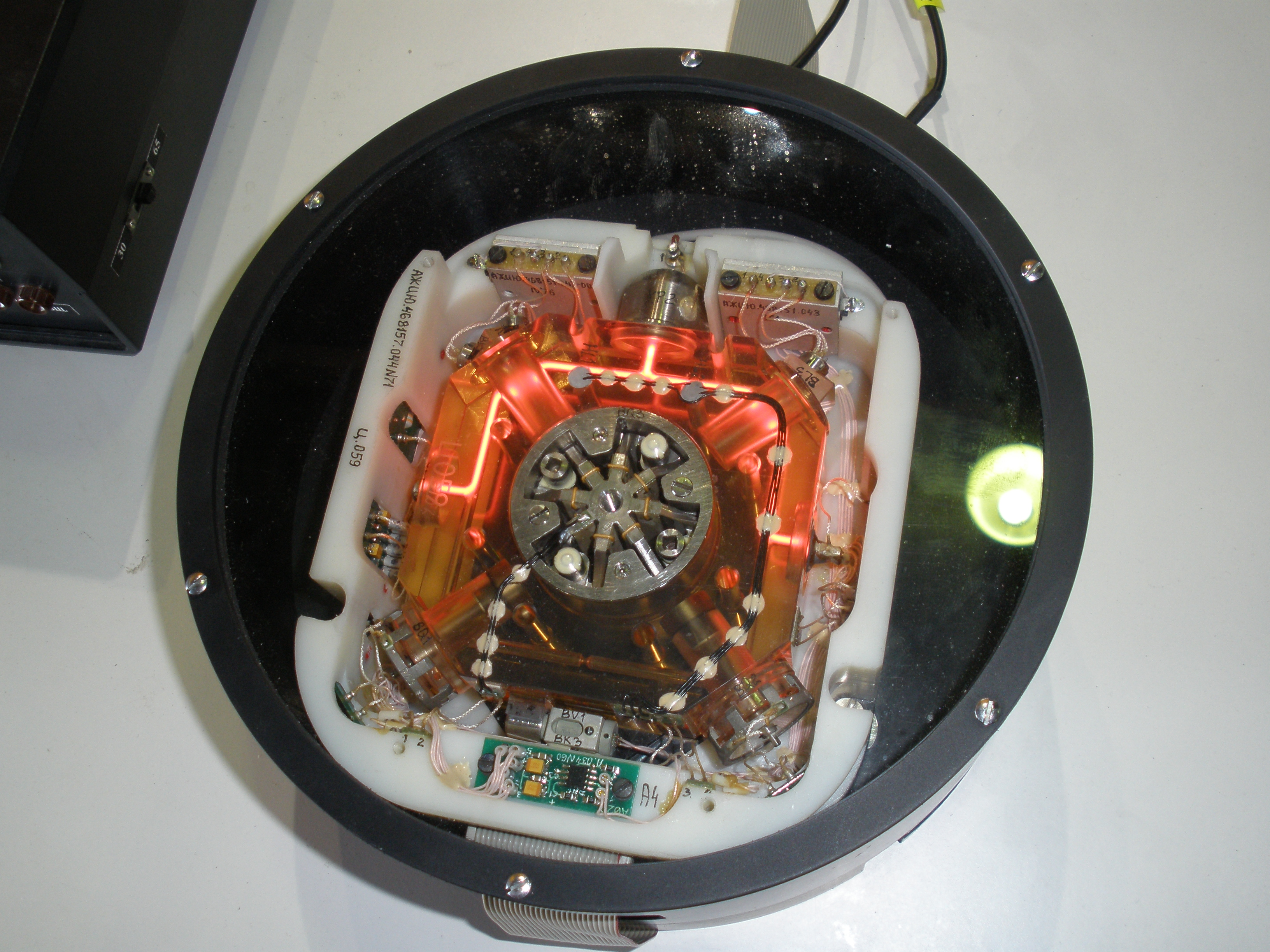
Przykład żyroskopu laserowego

Schemat optyczny żyroskopu czterozwierciadłowego

Żyroskop laserowy – przyrząd wykrywający ruch obrotowy i prędkość kątową przyrządu na podstawie pomiaru parametrów promieniowania laserów stanowiących element.
Zaletą żyroskopu laserowego jest czułość, która wielokrotnie przekracza wartość czułości żyroskopu mechanicznego.

## Budowa i działanie
Zasadnicza część żyroskopu jest  interferometrem Sagnaca z laserem wewnątrz interferometru. Rezonansowy obwód optyczny lasera w układzie trzech lub więcej zwierciadeł, zwany rezonatorem pierścieniowym, tworzy obwód zamknięty (pierścień) dla promieniowania. W takim układzie promieniowanie laserowe rozchodzi się w obie strony. Jedno ze zwierciadeł jest półprzepuszczalne i przez nie wychodzi promieniowanie obu interferujących fal.
Jeśli układ się nie obraca się, częstotliwość obu wychodzących wiązek jest jednakowa. Gdy układ obraca się w płaszczyźnie biegu promienia, to długość obwodu rezonansowego w jedną stronę skraca się a w przeciwną wydłuża, w wyniku czego zmienia się częstotliwość wiązek, jednej zwiększa a drugiej maleje. Światło obu wiązek po opuszczeniu przechodzi przez układ nieliniowy, uzyskując drgania o częstotliwości różnicowej, która jest proporcjonalna do prędkości obrotu lasera pierścieniowego.
Żyroskopy laserowe są dokładniejsze niż żyroskopy mechaniczne, niewrażliwe na drgania zewnętrzne i trwałe, mają wadę z powodu efektu znanego jako „zablokowanie” przy bardzo małej prędkości obrotowej, polegającej na wskazywaniu braku obrotu przy bardzo małej prędkości obrotowej. Przyczyną problemu jest zjawisko zachodzące dla generatorów drgań, gdy dwa generatory o niewiele różniących się częstotliwościach są sprzężone, to zmieniają częstotliwość drgań, tak że drgają z taką samą częstotliwością, co w żyroskopie powoduje wskazanie braku obrotów pomimo powolnego obrotu. By wyeliminować to zjawisko stosuje się kilka technik. 
W technice zwanej ditheringiem wnęka lasera pierścieniowego jest obracana tam i z powrotem wokół własnej osi za pomocą mechanicznej sprężyny napędzanej z częstotliwością rezonansową. Zapewnia to, że prędkość kątowa systemu jest zwykle daleka od progu zamknięcia. Nie rozwiązuje to całkowicie problemu zablokowania, ponieważ w każdym cyklu obrotu istnieje krótki przedział czasu, w którym prędkość obrotowa jest bliska zeru i może na krótko wystąpić zablokowanie. Zastosowanie ditheringu wymaga usunięcia z sygnału wyjściowego efektów związanych z dodawanym sygnałem.
Inne podejście do unikania blokady jest stosowane w żyroskopie laserowym dwuczęstotliwościowym, w którym dwa niezależne lasery pierścieniowe (każdy z dwoma wiązkami przeciwbieżnymi) o przeciwnej polaryzacji kołowej współistnieją w tym samym rezonatorze pierścieniowym. 

## Zastosowanie
- nawigacja lotnicza
- nawigacja morska
- nawigacja kosmiczna